# Loganglaciären
Loganglaciären är en 85 km lång dalglaciär i Saint Elias Mountains i den amerikanska delstaten Alaska. Den går ner mot den norra sluttningen av Mount Logan, och strömmar nordväst över den kanadensisk-amerikanska gränsen och bildar källfloden till floden Chitina. Den namngavs för sin närhet till Mount Logan, som i sin tur fått sitt namn efter William Edmond Logan, som var grundare och mångårig chef för Geological Survey of Canada.